# Frédéric-Yves Jeannet
Pour les articles homonymes, voir Jeannet.
Frédéric-Yves Jeannet, né le 18 mars 1959 à Grenoble,  est un écrivain mexicain, d’origine et d’expression française.

## Biographie
Il est né en 1959,. Son père se suicide. Il tente une première fugue à 7 ans. Frédéric-Yves Jeannet quitte finalement sa mère et la France, à 16 ans, en 1975, d'abord pour Londres et s'installe au Mexique en 1977,, pays dont il adopte la nationalité en 1987. Il est professeur de littérature française et père de deux enfants. 
Depuis 1975, depuis le départ de France et de Grenoble, la « ville noire », Frédéric-Yves Jeannet a composé une œuvre unique, singulière, dans tous les sens du terme, qui pourrait, si nous devions absolument la définir, s’inscrire dans « l’autofiction », mais qui, à bien des égards, dépasse toute tentative générique pour s’imposer comme une tentative inédite de restitution de l’individu au monde. Depuis Si loin de nulle part (1985) jusqu’à Geste (2018), tout lecteur familier de cette œuvre, de cette écriture plutôt, sait ce qu’elle engage et ce qu’elle donne, dans son infinie générosité, une forme de « vitalité désespérée », pour reprendre les termes de Pasolini, où jamais l’écriture ne fut autant invoquée pour se sauver.
Puisant en permanence à la source, dans cette « malle noire » dont le lecteur imagine qu’elle a accompagné l’auteur depuis la France jusqu’au Mexique, en passant par la Nouvelle-Zélande, augmentant sans cesse de notes, de pages, de manuscrits, l’écriture de F-Y. Jeannet s’exhibe en permanence dans sa fabrication – dans sa reprise – afin d’avancer, de tracer dans l’histoire personnelle comme dans l’histoire du monde, par-delà les temps, par-delà les géographies, des lignes dans lesquelles l’auteur interroge les brisures, les failles, les gouffres. Ces lignes éclairent notre singulière condition grâce à un questionnement constant – questionnement qui trouve son prolongement dans les nombreux entretiens qu’il a menés avec d’autres écrivains – sur l’écriture, ce qu’elle permet et ce qu’elle refuse. Elle est sondée, comme on s’interroge soi-même, à travers son histoire, son espace, son corps ; l’écriture qui est le véritable lieu où les lignes convergent et divergent, où, comme sur une carte, elles forment des espaces intérieurs et extérieurs, dialoguant dans une extrême tension.
À l’instar de Samuel Beckett, confronté à l’impossible de toute littérature du moi, Frédéric-Yves Jeannet a pourtant réussi, au plus près de cet impossible, à élaborer, dans un geste musical, un mouvement – ou une somme de mouvements, de suites ou de fugues, qui dessine un mouvement plus vaste – dont apparaît, à chaque nouveau texte publié, la profonde cohérence. En travaillant des images liées à son histoire personnelle desquelles des thèmes se dégagent (la filiation, la politique, le dépaysement, la disparition et d’autres), l’auteur repousse à chaque nouvel opus, laissé des années durant à son lent travail de sédimentation, la frontière qui le sépare d’un texte, donné comme texture, dans lequel lui-même et le lecteur, comme des frères, seraient appelés, par le texte lui-même, à s’en extraire afin d’être au-delà de toute fin, afin de nous ouvrir à ce que l’auteur a nommé « l’alaya temporaire » dans Cyclone : la dépossession de soi, prélude à une animale immédiateté, toute primitive, à la lumière du monde.

Nicolas Pien
Frederic-Yves Jeannet a enseigné au Mexique de 1977 à 1980, de 1987 à 1997, de 2010 à 2014, en Suède de 1991 à 1992, en France de 1981 à 1984, à Genève de 1989 à 1991, à New York de 1996 à 2004, en Nouvelle-Zélande (Université de Wellington) de 2005 à 2008, à Rabat (Maroc) de 2016 à 2018.
Il vit aujourd'hui à Cuernavaca au Mexique.

## Œuvres
- Jorasses au clair de Lune (1973)
- Si loin de nulle part (1985),
- De la distance : déambulation, avec Michel Butor, éd. Ubacs (1990)
- La luz del mundo, éd. Université Nationale de Mexico (1996)
- Pensar la Muerte, éd. Verdehalago et UAM, Mexico (1996)
- Cyclone[4], Le Castor Astral (1997), rééd. Argol (2010)
- Charité, Flammarion (2000)[2]
- La Lumière naturelle, éd. Galilée (2002),
- L’Écriture comme un couteau avec Annie Ernaux, éd. Stock (2003)
  - rééd. Gallimard, coll. « Folio » (2011)
- Rencontre terrestre, avec Hélène Cixous, éd. Galilée (2005)
- Rencontre avec Robert Guyon, éditions Argol, coll. « Les singuliers » (2006)
- Recouvrance, Flammarion (2007)
- Osselets, Argol (2010)
- Geste, Petite école (2019)
- La lumière du monde, Petite école (2024)

## Presse écrite
- « Destination Cuernavaca », entretien avec Jérôme Goude in Le Matricule des anges, avril 2010.